# Jelmer Jens
Jelmer Jens (* 1. Mai 1982 in Utrecht) ist ein niederländischer Schachspieler. Seit 2003 trägt er den Titel Internationaler Meister.

## Leben
Jelmer Jens besuchte das Revius Lyceum in Utrechtse Heuvelrug-Doorn und studierte von 2000 bis 2005 Wirtschaft mit Promotion an der Universität Utrecht mit anschließender Ausbildung im Treasury-Risikomanagement. Hauptberuflich arbeitete er von 2006 bis 2012 als Finanzberater bei der Utrechter Finanzberatung Atrivé, von 2013 bis 2020 als Finanzberater bei der Unternehmensberatung AAG in ’s-Hertogenbosch und seit 2021 als Berater bei Wirtschaftsprüfungsgesellschaft BDO in Utrecht.

## Erfolge
Jeweils in Hengelo konnte Jelmer Jens niederländische Jugendmeisterschaften gewinnen: 1994 die U12 und 1996 die U14.
Vereinsschach spielte er in der niederländischen Meesterklasse bis 2016 für den Schaakclub Utrecht, bei dem er auch Schatzmeister war. Seit der Saison 2016/17 spielt er für die Leidsch Schaakgenootschap und wurde mit dieser 2018 und 2019 niederländischer Mannschaftsmeister. In der belgischen Interclubs spielte er bis zur Saison 2003/04 für den SK Moretus Hoboken. Nach dem Abstieg Hobokens wechselte er für eine Saison zur ersten Mannschaft von Boey Temse, die ebenfalls abstieg. Dann spielte er für Royal Namur Echecs. Nach dem Abstieg Namurs in der Saison 2008/09 spielte Jelmer Jens für die zweite Mannschaft von Vliegend Peerd Bredene für eine Saison. Die Mannschaft zog sich zum Saisonende aus der höchsten belgischen Liga zurück und Jens wechselte zu La Tour d’Ans-Loncin. Nach dem freiwilligen Rückzug von Ans-Loncin wechselte er zu Cercle Royal des Echecs de Liège et Echiquier Liègeois. In der höchsten französischen Liga spielte er in den Saisons 2009/10 und 2010/11 für den Club de A.J.E. Noyon. An European Club Cups nahm er 2007 in Kemer mit Royal Namur Echecs teil und 2008 in Kallithea mit dem Schaakclub Utrecht.
In Deutschland spielte er erst für die SG Bochum 31 und wechselte zur Saison 2013/14 zum Schachverein Erkenschwick.
Seit August 2003 trägt er den Titel Internationaler Meister (IM). Die Normen hierfür erzielte er beim Essent-CC-Turnier im Oktober 2001 in Hoogeveen, bei dem er den Großmeister Magaram Magodemov besiegen konnte, beim Caissa-KTS-Turnier im Januar 2013 in Kecskemét sowie mit Übererfüllung bei der Internationalen Deutschen Jugendmeisterschaft im April 2003 in Deizisau, bei der er hinter Lorenz Maximilian Drabke den zweiten Platz belegte.
Seine Elo-Zahl beträgt 2347 (Stand: August 2025), seine bisher höchste Elo-Zahl war 2437 von Juni bis September 2018.